# Canton de Muret
Le canton de Muret est une circonscription électorale française de l'arrondissement français de Muret, dans le département de la Haute-Garonne en région Occitanie.

## Histoire
Le canton de Muret a été créé en 1801.
Il a été modifié par décret du 26 février 1997 lors de la création des cantons de Portet-sur-Garonne et de Tournefeuille.
Un nouveau découpage territorial de la Haute-Garonne entre en vigueur à l'occasion des élections départementales de mars 2015. Il est défini par le décret du 13 février 2014, en application des lois du 17 mai 2013 (loi organique 2013-402 et loi 2013-403). Les conseillers départementaux sont, à compter de ces élections, élus au scrutin majoritaire binominal mixte. Les électeurs de chaque canton élisent au Conseil départemental, nouvelle appellation du Conseil général, deux membres de sexe différent, qui se présentent en binôme de candidats. Les conseillers départementaux sont élus pour 6 ans au scrutin binominal majoritaire à deux tours, l'accès au second tour nécessitant 12,5 % des inscrits au 1er tour. En outre la totalité des conseillers départementaux est renouvelée. Ce nouveau mode de scrutin nécessite un redécoupage des cantons dont le nombre est divisé par deux avec arrondi à l'unité impaire supérieure si ce nombre n'est pas entier impair, assorti de conditions de seuils minimaux. Dans la Haute-Garonne, le nombre de cantons passe ainsi de 53 à 27.
Le canton est entièrement inclus dans l'arrondissement de Muret. Le bureau centralisateur est situé à Muret.

## Représentation

### Conseillers généraux de 1833 à 2015
| Période | Période      | Identité                                 | Étiquette           | Qualité |
| ------- | ------------ | ---------------------------------------- | ------------------- | --- |
| 1833    | 1838         | Marquis Jean Antoine de Catellan-Caumont | Minorité modérée    | Avocat général au Parlement Ancien Député (1815-1816)                                                                           |
| 1838    | 1868 (décès) | Gustave Niel                             |                     | Avocat et magistrat Président du Tribunal civil de Muret                                                                        |
| 1868    | 1878         | Charles Niel                             | Droite bonapartiste | Avocat, magistrat, maire de Muret (1882-1896) Député (1877-1878 et 1885-1889)                                                   |
| 1878    | 1880         | Paul de Rémusat                          | Centre gauche       | Conseiller municipal de Toulouse Député (1871-1877 et 1878-1879) Sénateur (1879-1897)                                           |
| 1880    | 1898         | Charles Niel                             | Droite              | Avocat, magistrat, maire de Muret (1882-1896) Député (1877-1878 et 1885-1889)                                                   |
| 1898    | 1928         | Honoré Leygue                            | Rad.                | Fonctionnaire (ancien sous-préfet) puis agriculteur et viticulteur Maire du Fauga Député (1898-1907) - Sénateur (1907-1924)     |
| 1928    | 1940         | Pierre Moisand                           | SFIO puis Soc.ind.  | Adjoint au Maire de Muret |
|         |              |                                          |                     | |
| 1943    | 1945         | Henri Peyrusse                           | SFIO                | Maire de Muret (1941-1944) Nommé conseiller départemental en 1943                                                               |
|         |              |                                          |                     | |
| 1945    | 1955         | Jean Ollé                                | SFIO                | Directeur de cours complémentaire                                                                                               |
| 1955    | 1979         | Jacques Douzans                          | Centriste           | Administrateur des services civils maire de Muret de 1953 à 1989 député de 1958 à 1962 et de 1967 à 1973                        |
| 1979    | 1992         | Hélène Mignon                            | PS                  | Médecin Maire de Muret de 1989 à 1995 députée de 1988 à 1993 et de 1997 à 2007                                                  |
| 1992    | 1998         | Alain Barrès                             | DVD                 | Cardiologue maire de Muret de 1995 à 2008 Suppléant de la députée Françoise de Veyrinas (1993-1995), puis député de 1995 à 1997 |
| 1998    | 2015         | Alain Bertrand                           | PS                  | Ancien agent de la DASS maire de Frouzins Vice-Président du Conseil général                                                     |

Canton faisant partie de la Sixième circonscription de la Haute-Garonne (à l'exception des communes d'Eaunes, Labarthe-sur-Lèze, Lagardelle-sur-Lèze, Pinsaguel, Pins-Justaret, Roques, Roquettes, Saubens, Villate)

### Conseillers d'arrondissement (de 1833 à 1940)
| Période                                  | Période | Identité                     | Étiquette                | Qualité |
| ---------------------------------------- | ------- | ---------------------------- | ------------------------ | --- |
| 1833                                     | 1848    | M. d'Olivier ainé            |                          | Propriétaire à Muret                                                                                        |
|                                          |         |                              |                          | |
| 1877                                     | 1895    | Albert Lupiac                | Conservateur             | Avocat, adjoint au maire de Muret                                                                           |
| 1895                                     | 1907    | M. Cousinet                  | Républicain opportuniste | Avocat à Muret                                                                                              |
| 1907                                     | 1919    | Joseph Gasc                  | Radical                  | Maire de Muret (1902-1919), Président de la fédération radicale                                             |
| 1919                                     | 1925    | Jean Nougaro                 |                          | Maire de Muret de 1919 à 1925                                                                               |
| 1925                                     | 1940    | François Roussel (1886-1945) | SFIO                     | Premier adjoint au maire de Muret                                                                           |
| 1940                                     |         |                              |                          | Les conseils d'arrondissement ont été suspendus par la loi du 12 octobre 1940 et n'ont jamais été réactivés |
| Les données manquantes sont à compléter. |         |                              |                          | |

### Conseillers départementaux après 2015
| Période élective | Période élective | Mandat | Mandat   | Identité         | Nuance | Nuance | Qualité |
| ---------------- | ---------------- | ------ | -------- | ---------------- | ------ | ------ | --- |
| 2015             | 2021             | 2015   | 2021     | Antoine Bonilla  |        | PRG    | Fonctionnaire territorial, conseiller municipal de Frouzins                                                          |
| 2015             | 2021             | 2015   | 2021     | Elisabeth Séré   |        | DVC    | Ancienne cadre du privé 2ème adjointe au Maire de Muret (2008-2019), conseillère municipale (opposition) (2019-2020) |
| 2021             | 2028             | 2021   | en cours | Jerome Bouteloup |        | PRG    | Cadre bancaire, maire de Seysses                                                                                     |
| 2021             | 2028             | 2021   | en cours | Sophie Touzet    |        | G·s    | Professeure agrégée, adjointe au maire de Muret                                                                      |

### Résultats détaillés

#### Élections de mars 2015
À l'issue du 1er tour des élections départementales de 2015, deux binômes sont en ballottage : Marie Dombes et Quentin Lamotte (FN, 32,73 %) et Antoine Bonilla et Elisabeth Séré (Union de la Gauche, 30,71 %). Le taux de participation est de 50,94 % (18 115 votants sur 35 561 inscrits) contre 52,11 % au niveau départemental et 50,17 % au niveau national.
Au second tour, Antoine Bonilla et Elisabeth Séré (Union de la Gauche) sont élus avec 56,71 % des suffrages exprimés et un taux de participation de 54,08 % (9 923 voix pour 19 230 votants et 35 561 inscrits).
Elisabeth Séré s'est présentée aux élections municipales de 2020 à la tête d'une liste "Divers centre".

#### Élections de juin 2021
Le premier tour des élections départementales de 2021 est marqué par un très faible taux de participation (33,26 % au niveau national). Dans le canton de Muret, ce taux de participation est de 32,76 % (12 614 votants sur 38 499 inscrits) contre 36,67 % au niveau départemental. À l'issue de ce premier tour, deux binômes sont en ballottage : Jerome Bouteloup et Sophie Touzet (Union à gauche, 39,36 %) et Alain Aroles et Caroline Béout (RN, 24,25 %).
Le second tour des élections est marqué une nouvelle fois par une abstention massive équivalente au premier tour. Les taux de participation sont de 34,36 % au niveau national, 36,26 % dans le département et 31,76 % dans le canton de Muret. Jerome Bouteloup et Sophie Touzet (Union à gauche) sont élus avec 69,64 % des suffrages exprimés (8 010 voix pour 12 232 votants et 38 514 inscrits),,. 

## Composition

### Composition avant 2015

Situation du canton de Muret dans le département de la Haute-Garonne avant 2015.

Le canton de Muret regroupait neuf communes.
| Nom                   | Code Insee | Codepostal | Superficie (km2) | Population (dernière pop. légale) | Densité (hab./km2) |
| --------------------- | ---------- | ---------- | ---------------- | --------------------------------- | ------------------ |
| Muret (chef-lieu)     | 31395      | 31600      | 57,84            | 24 492 (2012)                     | 423                |
| Le Fauga              | 31181      | 31410      | 8,92             | 1 839 (2012)                      | 206                |
| Frouzins              | 31203      | 31270      | 7,91             | 8 426 (2012)                      | 1 065              |
| Labastidette          | 31253      | 31600      | 6,27             | 2 326 (2012)                      | 371                |
| Lavernose-Lacasse     | 31287      | 31410      | 17,83            | 2 742 (2012)                      | 154                |
| Lherm                 | 31299      | 31600      | 27,26            | 3 507 (2012)                      | 129                |
| Saint-Clar-de-Rivière | 31475      | 31600      | 10,07            | 1 162 (2012)                      | 115                |
| Saint-Hilaire         | 31486      | 31410      | 6,33             | 1 071 (2012)                      | 169                |
| Seysses               | 31547      | 31600      | 25,26            | 7 910 (2012)                      | 313                |

### Composition à partir de 2015
Le nouveau canton de Muret comprend 9 communes entières. Par rapport à la composition précédente, la commune de Lamasquère remplace celle de Lherm.
| Nom                           | Code Insee | Intercommunalité     | Superficie (km2) | Population (dernière pop. légale) | Densité (hab./km2) | Modifier                                    |
| ----------------------------- | ---------- | -------------------- | ---------------- | --------------------------------- | ------------------ | ------------------------------------------- |
| Muret (bureau centralisateur) | 31395      | CA Le Muretain Agglo | 57,84            | 25 653 (2022)                     | 444                | modifier les données · modifier les données |
| Le Fauga                      | 31181      | CA Le Muretain Agglo | 8,92             | 2 509 (2022)                      | 281                | modifier les données · modifier les données |
| Frouzins                      | 31203      | CA Le Muretain Agglo | 7,91             | 9 808 (2022)                      | 1 240              | modifier les données · modifier les données |
| Labastidette                  | 31253      | CA Le Muretain Agglo | 6,27             | 2 946 (2022)                      | 470                | modifier les données · modifier les données |
| Lamasquère                    | 31269      | CA Le Muretain Agglo | 6,11             | 1 655 (2022)                      | 271                | modifier les données · modifier les données |
| Lavernose-Lacasse             | 31287      | CA Le Muretain Agglo | 17,83            | 3 665 (2022)                      | 206                | modifier les données · modifier les données |
| Saint-Clar-de-Rivière         | 31475      | CA Le Muretain Agglo | 10,07            | 1 664 (2022)                      | 165                | modifier les données · modifier les données |
| Saint-Hilaire                 | 31486      | CA Le Muretain Agglo | 6,33             | 1 726 (2022)                      | 273                | modifier les données · modifier les données |
| Seysses                       | 31547      | CA Le Muretain Agglo | 25,26            | 10 167 (2022)                     | 402                | modifier les données · modifier les données |
| Canton de Muret               | 3109       |                      | 146,54           | 59 793 (2022)                     | 408                | modifier les données                        |

## Démographie

### Démographie avant 2015
| 1962   | 1968   | 1975   | 1982   | 1990   | 1999   | 2006   | 2011   | 2012   |
| ------ | ------ | ------ | ------ | ------ | ------ | ------ | ------ | ------ |
| 11 876 | 19 877 | 24 284 | 28 814 | 34 048 | 40 932 | 48 489 | 52 533 | 53 475 |

### Démographie depuis 2015
En 2022, le canton comptait 59 793 habitants, en évolution de +10,11 % par rapport à 2016 (Haute-Garonne : +8,02 %, France hors Mayotte : +2,11 %).
| 2013   | 2018   | 2022   |
| ------ | ------ | ------ |
| 52 015 | 55 447 | 59 793 |